# براندون ماكسويل (مصمم أزياء)
براندون ماكسويل (بالإنجليزية: Brandon Maxwell)‏ هو مصمم أزياء أمريكي، ولد في 18 سبتمبر 1984 في لونغفيو في الولايات المتحدة.